# Schaft (pauze)
De schaft is de etenspauze van bouwvakkers (of werknemers in het algemeen). Doorgaans is er een mobiele bouwkeet waar de bouwvakkers hun spullen kunnen bewaren en waar ze bij slecht weer ook kunnen eten. Deze wordt ook wel  schaftwagen of schaftkeet genoemd.